# حمرة دوم
قرية حمرة دوم هي إحدى القرى التابعة لمركز نجع حمادى في محافظة قنا في جمهورية مصر العربية. حسب إحصاءات سنة 2006، بلغ إجمالي السكان في حمرة دوم 1458 نسمة، منهم 847 رجل و611 امرأة.